# Galaxy Angel II zettai ryōiki no tobira
Galaxy Angel II zettai ryōiki no tobira (ギャラクシーエンジェルII 絶対領域の扉?, Gyarakushī Enjeru II zettai ryōiki no tobira, lett. "Galaxy Angel: La porta per l'area assoluta") è un videogioco pubblicato dalla Broccoli per PlayStation 2 il 22 giugno 2006. Il videogioco, pubblicato esclusivamente in Giappone, fa parte del franchise Galaxy Angel II, ed è il primo di tre videogiochi.

## Colonna sonora
Sigla di apertura
- Wing of Destiny cantata da Maho Tomita (side M)
- Eternal Love 2006 cantata da Hironobu Kageyama (side H)

Sigla di chiusura
- Cause your love ~Shiroi melody~ cantata da Hiromi Satō

## Accoglienza
Galaxy Angel II Zettai Ryōiki no Tobira ha ottenuto un punteggio di 29/40 dalla rivista Famitsū, basato sulla somma dei punteggi (da 0 a 10) dati al gioco da quattro recensori della rivista.